# Notus Undae
Le Notus Undae sono una struttura geologica della superficie di Titano.